# Васариньш, Вилис
Ви́лис Ва́сариньш (латыш. Vilis Vasariņš; 3 февраля 1906 — 23 марта 1945) — латвийский художник-керамист и сценограф.

## Биография
Вилис Васариньш родился 3 февраля 1906 года в Вайвской волости Лифляндской губернии Российской империи.
Окончил художественное отделение Цесисской ремесленной школы (1924), Латвийскую художественную академию (мастерская керамики Рудольфа Пельше, 1933).
Работал декоратором в Даугавпилсском театре (1933—1937), техником и педагогом керамической мастерской Латвийской художественной академии (1937—1944).
Участвовал в выставках с 1929 года. Сотрудничал с Кузнецовской фабрикой фарфора и фаянса (рисовал эскизы). Был членом общества художников «Садарбс». Обладатель Серебряной медали Всемирной выставки в Париже (1937). Автор неизданной книги «Латышская керамика» (рукопись, 1944).
В 1944 году был мобилизован в Латышский легион, погиб 23 марта 1945 года в Курляндском котле.

## Основные работы
Театральная сценография: декорации к спектаклям Даугавпилсского театра — «Любовь сильнее смерти» Я. Райниса (1936) и «Ерсикский князь Висвалдис» Я. Медыньша (1936).
Живопись: «Осенний луг» (1937), «Строптивая лошадь» (1941).
Декоративное искусство: декоративная тарелка «Игрок на кокле» (1941), декоративная фигура «Кармен» (1933).
Мемориальная скульптура: надгробный памятник Е. и В. Шенбергам на Лесном кладбище в Риге (1935).